# Spomenik herojem, Windhoek
Spomenik herojem je uradni vojni spomenik Republike Namibije. Stoji manj kot 10 km zunaj glavnega mesta Windhoek proti Rehobothu. Spomenik je bil odkrit 26. avgusta 2002 in od takrat je na ogled obiskovalcem. "Spodbuja domoljubje in narodno zavest ter prenaša zapuščino prihodnjim generacijam Namibijcev." 
Spomenik je bil postavljen na območju skoraj 7 kvadratnih kilometrov. Stroški so bili najmanj 60 milijonov namibijskih dolarjev.

## Gradnja
Tako kot novo predsedniško palačo v Auasblicku, Vojaški muzej Okahandja in Spominski muzej neodvisnosti je spomenik gradilo severnokorejsko podjetje Mansudae Overseas Projects. To je bila izrecna želja vlade. Ni bilo javnega razpisa. Kot mnogi projekti v Namibiji je tudi ta povzročil  polemiko med prebivalstvom.
Od začetka leta 2005 je časopis The Namibian poročal o težavah pri gradnji spomenika. 

## Zasnova
Spomenik herojem je sodoben, čeprav s komunističnim veličastjem povsem primerljiv spomenik, ki pokriva 2,96 km² med dvema gričema pogorja Auas. Dejanski spominski kompleks je dolg 287 metrov in širok 134 metrov ter ima 174 grobnic. Ob vznožju spomenika pod hribom je skoraj 10.000 km² parkirišč. Celotno območje je obdano z visoko ograjo in ga stalno nadzoruje varnostno osebje.
V spominskem kompleksu sta bel obelisk in zlat kip vojaka. Obelisk je izdelan iz belega marmorja in granita iz regije okoli Karibiba. Vidi se že iz središča Windhoeka.
Spomenik herojem je zasnovan kot simetričen poligon, ki vsebuje zlasti: 
- pozdravno ploščad na spodnjem delu spomenika
- oder na prostem s 5000 sedeži
- 174 grobnic
- obelisk
- 8-metrski kip neznanega vojaka
- večni ogenj
- stopnišče k razglednemu paviljonu

## Častni junaki
Ob odprtju je bilo navedenih devet narodnih herojev in herojinj. Za vse je postavljen nagrobnik z imenom in sliko, čeprav niso pokopani tukaj. Heroji so:
1. Kahimemua Nguvauva (1850–1896), načelnik Ovambanderov, ranjen maja 1896 v bitki za Sturmfels, po predaji so ga Nemci usmrtili;
2. Nehale Lya Mpingana (umrl 1908), kralj Ondonge, premagal koloniste dorslandskega pohoda leta 1886 in nemške kolonialne sile pri trdnjavi v Namutoniju leta 1904;
3. Samuel Maharero (1856–1923), glavni voditelj Hererov, vodil vstaje proti nemškim kolonizatorjem, kar je povzročilo vojno med njimi in Hereri ter Nami leta 1904–1907;
4. Hendrik Witbooi (1830–1905), kralj ljudstva Nama in borec proti kolonialnemu zatiranju nemškega cesarstva v Nemški Jugozahodni Afriki;
5. Jacob Morenga (1875–1907), naslednik Hendrika Witbooia kot voditelja Namov, ki je uporabljal trdnjavo ǁKhauxa!nas za vodenje gverilske vojne proti nemškim silam cesarske Nemčije;
6. Mandume Ya Ndemufayo (1894–1917), zadnji kralj Kuanjamov, vodil je svoje ljudstvo v bitkah z britanskimi, portugalskimi in južnoafriškimi kolonialnimi silami;
7. Iipumbu Ya Tshilongo (1875–1959), kralj Uukvambija in močan nacionalist, nasprotnik evropskega kulturnega vpliva, ki je ustanavljal misijonske in druge postaje;
8. Anna Mungunda (1910–1959) je bila protestnica pred prisilno izselitvijo iz starega dela Windhoeka leta 1959. Avtomobil je usmerila proti visokemu uradniku, ki pa jo je ustrelil;
9. Hosea Kutako (1870–1970), glavni voditelj Hererov in pobudnik za samostojno Namibijo pri Združenih narodih.

V naslednjih letih je bilo še več ljudi razglašenih za narodne heroje in tu pokopanih:
- Dimo Hamaambo (1932–2002), poveljnik Ljudske osvobodilne vojske Namibije;
- Maxton Joseph Mutongulume (1932–2004), ustanovni član Ovambolandskega ljudskega kongresa in dolgoletni član SWAPA, funkcionar in član centralnega komiteja;
- Markus Kooper (1918–2005), pobudnik? pri Združenih narodih;
- Mose Penaani Tjitendero (1943–2006), prvi predsednik državnega zbora;
- Richard Kapelwa Kabajani (1943–2007), nekdanji minister kabineta in veleposlanik na Kubi;
- John Pandeni (1950–2008), zapornik na otoku Robben in pozneje minister v namibijski vladi;
- Peter Tsheehama (1941–2010), poveljnik ljudske osvobodilne vojske Namibije in načelnik namibijske tajne službe;
- John ya Otto Nandhu (1933–2011), poveljnik ljudske osvobodilne vojske Namibije in zapornik na otoku Robben;
- Frederick Matonga (1946 ali 1947–2013), podpolkovnik v namibijski vojski, zgodnji udeleženec namibijske vojne za neodvisnost;
- Andrew Intamba (1947–2014), prvi direktor namibijske centralne obveščevalne službe in namibijski veleposlanik v Egiptu;
- Gerson Veii (1939–2015), član prve opozicijske stranke (SWANU), pobudnik za gradnjo spomenika.

## Odprtje
Spomenik herojem je 26. avgusta 2002 po gradnji, ki je trajala 13 mesecev, odkril ustanovni predsednik Namibije Sam Nujoma z besedami: "Kri vseh naših sinov in hčera Namibije zaliva drevo naše svobode in bo vedno v spominu sedanjih in prihodnjih generacij Republike Namibije" (The blood of all these sons and daughters of Namibia watered the tree of our liberty and will always be remembered by present and future generations of the Republic of Namibia).
Sam Nujoma je poudaril, da je to spomenik vseh Namibijcev ne glede na raso ali vero vsem Namibijcem, ki so se borili za svobodo.

## Polemika o gradnji
Podjetje iz Severne Koreje je dobilo 60 milijonov namibijskih dolarjev vredno pogodbo za gradnjo 2,96 km² velikega spomenika. Pogodba je bila sklenjena brez kakršnega koli razpisnega postopka in na koncu so se stroški gradnje podvojili. Nepregledna pogodba za tujo delovno silo je bila kritizirana v mesečni reviji Insight Namibia in razglašena za koruptivno. 
Spomenik je bil opisan kot "pošasten" in njegova postavitev kaže "na pomanjkanje afriške samozavesti". Kip neznanega vojaka spominja na fizične značilnosti Sama Nujoma (1929–2025), ustanovnega predsednika in pobudnika vstaje v Namibiji. 
Maja 2005 je poročilo časopisa The Namibien opozorilo, da Spomenik herojev že "kaže znake propadanja". Bronasti kip vojaka je bil poškodovan zaradi podstavka, na katerem je stal. Nekatere zlate črke napisa na podstavku so bile poškodovane ali manjkajo, to so črke, narejene "iz cementu podobne snovi, pobarvane zlato, in nato prilepljene na podstavek". 